# 新兴11国
新兴11国（E11）是博鳌亚洲论坛在《新兴经济体发展2010年度报告》中定义的概念，指二十国集团中的11个新兴经济体。新兴11国包括阿根廷、巴西、中国、印度、印度尼西亚、韩国、墨西哥、俄罗斯、沙烏地阿拉伯、南非和土耳其等11个新兴经济体。